# Miroslav Panuška
Miroslav Panuška ([miroslau]; * 22. června 1950) je slovenský lokální politik a bývalý fotbalista. Žije v Bánovcích nad Bebravou.

## Hráčská kariéra
V československé lize nastoupil jednou za ZVL Žilina, aniž by skóroval. Ve II. lize hrál za ZVL Kysucké Nové Mesto a v nižších soutěžích za Spartak Bánovce nad Bebravou.

### Prvoligová bilance
| Ročník             | Zápasy | Góly | Minuty | Klub          |
| ------------------ | ------ | ---- | ------ | ------------- |
| I. liga 1969/70    | 1      | 0    | 27     | TJ ZVL Žilina |
| CELKEM I. ČS. LIGA | 1      | 0    | 27     |               |